# Magnificent Obsession
Magnificent Obsession és una pel·lícula estatunidenca de Douglas Sirk estrenada el 1954. És un remake de la pel·lícula del mateix nom de John Stahl (1935), inspirat en una novel·la de Lloyd C. Douglas.

## Argument
En aquest melodrama, Bob Merrick és un jove milionari que, des de la mort del seu pare, espatlla la seva vida en plaers fútils i esports violents. Després d'haver causat involuntàriament la desgràcia d'una dona, Helen Phillips - la mort del seu marit cirurgià i humanista, després la pèrdua de la seva vista en un accident -intenta redimir-se, sense que ho sàpiga, i és el seu "secret magnífic". La pel·lícula descriu la seva marxa cap a la redempció, gràcies als consells d'un amic de Helen, Edward Randolph. Bob intenta suavitzar la vida de Helen, reprèn els seus estudis de medicina per buscar tots els mitjans de fer-li recobrar la vista. S'enamora de Helen i el seu amor és a poc a poc recíproc.

## Repartiment
- Jane Wyman: Helen Philips
- Rock Hudson: Bob Merrick
- Barbara Rush: Joyce Philips
- Agnes Moorehead: Nancy Ashford
- Gregg Palmer: Tom Masterson
- Otto Kruger: Edward Randolph
- Paul Cavanagh: Dr. Henry Giraud
- Sara Shane: Valerie
- Judy Nugent: Judy
- Helen Klebb: Sra. Eden
- Richard H.Cutting: Dr. Derwin Dodge
- Robert Williams: Sergent Burnham
- Rudolph Anders: Dr. Albert Fuss
- Fred Nurney : Dr. Laradetti
- John Mylong : Dr. Emil Hofer
- Alexander Campbell: Dr. Allan
- Mae Clarke: Sra. Miller
- Harvey Grant: el petit Chris Miller

## Crítica
"El mestre del melodrama Sirk ofereix llàgrimes a dojo en una de les seves pel·lícules més coneguda, brillants i fulletonesques (cal dir-ho tot). (...) La meravellosa i injustament oblidada Jane Wyman va ser candidata a l'oscar"

## Premis i nominacions
Nominacions
- 1955: Oscar a la millor actriu per Jane Wyman